# Rent-a-Captive
Eine Rent-a-Captive (von englisch to rent für „mieten“ oder „pachten“ und captive für „gefangen“ oder „gefesselt“) ist ein für mittlere Unternehmungen geeignetes Modell  zur Eigenversicherung. 

## Eigenschaften und Besonderheiten
Das Unternehmen mietet sich bei einem Erstversicherer oder Rückversicherer in die bestehende Infrastruktur für die Eigenversicherung ein. Im Innenverhältnis führt der Erst- oder Rückversicherer für das versicherte Unternehmen – den Eigenversicherer – ein Konto, auf welchem die Prämien sowie die darauf erzielten Anlageerträge gutgeschrieben und gleichzeitig die Managementgebühren und allfällige Schadenzahlungen belastet werden. 
Resultiert am Ende der Laufzeit eines Rent-a-Captive-Vertrages ein Gewinn, wird dieser in den Unternehmenskreislauf des Eigenversicherers zurückgeführt. Weist das Konto dagegen einen negativen Saldo aus, muss der Eigenversicherer einen Nachschuss leisten. 
Rent-a-Captive-Lösungen sind also ein flexibles Finanzierungsinstrument auf vertraglicher Basis. Sie erlauben es dem Unternehmen, mit limitierten Kosten unmittelbar an seinem Risikoverlauf teilzuhaben. 